# 1163 (szám)
Az 1163 (római számmal: MCLXIII) az 1162 és 1164 között található természetes szám.

## A szám a matematikában
A tízes számrendszerbeli 1163-as a kettes számrendszerben 10010001011, a nyolcas számrendszerben 2213, a tizenhatos számrendszerben 48B alakban írható fel.
Az 1163 páratlan szám, prímszám. Kanonikus alakja 11631, normálalakban az 1,163 · 103 szorzattal írható fel. Két osztója van a természetes számok halmazán, ezek növekvő sorrendben: 1 és 1163.
Az 1163 huszonöt szám valódiosztó-összegeként áll elő, ezek közül a legkisebb is nagyobb 10 000-nél.

## Csillagászat
- 1163 Saga kisbolygó